# Kommissar für Justiz, Freiheit und Sicherheit
Der Kommissar für Justiz, Freiheit und Sicherheit war ein Ressort in der Europäischen Kommission. Es existierte seit Amtsantritt der Kommission Santer 1995, nachdem die Europäische Union durch den Vertrag von Maastricht Kompetenzen im Bereich Inneres und Justiz erhalten hatte. Mit Amtsantritt der Kommission Barroso II Anfang 2010 wurde das Amt in zwei getrennte Ressorts aufgeteilt, nämlich einen Kommissar für Justiz und Grundrechte und einen Kommissar für Inneres. Diese Ämter wurden von Viviane Reding und Cecilia Malmström übernommen.

## Amtsinhaber
| Kommissar        | Amtszeit  | Staat      | nationale Partei | europäische Partei | sonstige Zuständigkeiten                                                                    |
| ---------------- | --------- | ---------- | ---------------- | ------------------ | ------------------------------------------------------------------------------------------- |
| Jacques Barrot   | 2008–2010 | Frankreich | UMP              | EVP                | Vizepräsident                                                                               |
| Franco Frattini  | 2004–2008 | Italien    | Forza Italia     | EVP                | Vizepräsident                                                                               |
| António Vitorino | 1999–2004 | Portugal   | PS               | SPE                |                                                                                             |
| Anita Gradin     | 1995–1999 | Schweden   | SAP              | SPE                | Einwanderungsfragen, Beziehungen zum Bürgerbeauftragten, Finanzkontrolle, Betrugsbekämpfung |